# Blodstyrtning
Blodstyrtning (hæmoptyse) er en almindelig betegnelse for ophostning eller opkastning af blod fra enten lungerne eller mavesækken. De medicinske betegnelser er henholdsvis hæmoptyse og hæmatemese.
Blodhoste kan være et symptom for eksempel hjerte- og karsygdomme, tuberkulose eller andre luftvejsinfektioner.
| Sygdom | Spire Denne artikel om sygdom er en spire som bør udbygges. Du er velkommen til at hjælpe Wikipedia ved at udvide den. |